# Kitty van Groningen
Catharina Lucretia (Kitty) van Groningen (Deventer, 26 juli 1946) is een Nederlands kunsthistoricus.

## Biografie
Van Groningen, lid van de in het Nederland's Patriciaat opgenomen familie Van Groningen, is oudste kind en dochter van bankdirecteur mr. Jan Wessel van Groningen (1918-2003) en diens eerste echtgenote Maghen Kist (1921-2016), een telg uit het geslacht Kist. Ze studeerde kunstgeschiedenis aan de Universiteit Utrecht bij onder anderen prof. dr. ir. Coenraad Liebrecht Temminck Groll en werd in 1974 wetenschappelijk medewerker bij de Rijksdienst voor het Cultureel Erfgoed waar ze 36 jaar werkte, laatstelijk als senior specialist historische tuinen, parken en buitenplaatsen. Ze publiceerde veel over Utrechtse buitenplaatsen. In 2003 promoveerde ze op Wooncultuur op de Stichtse Lustwarande van de zeventiende tot de twintigste eeuw. Ter gelegenheid van haar afscheid van de Rijksdienst per 1 juli 2011 bood deze haar het symposium Breder dan groen aan.
Dr. C.L. van Groningen was 20 jaar bestuurslid van het Utrechts Landschap. Bij het afscheid van het Utrechts Landschap in oktober 2011 werd zij benoemd tot Ridder in de Orde van Oranje-Nassau. Op 20 mei 2020 is zij in het huwelijk getreden met Adolph Roderik Ernst Leopold graaf van Rechteren Limpurg (1938), telg uit het geslacht Van Rechteren en heer van en wonend op Enghuizen.